# Credé-Prophylaxe
Die Credé-Prophylaxe oder Credésche Augenprophylaxe, auch Augentripperprophylaxe genannt, ist eine gegen Gonokokkeninfektionen vorbeugende Behandlung von Neugeborenen mit Augentropfen einer einprozentigen Silbernitratlösung. Diese ist schmerzhaft und reizend für die Bindehaut (Konjunktiva) und Hornhaut, weshalb als Alternative heute topische Antibiotika (Erythromycin, Gentamicin) oder 2,5 % Polyvidon-Iod-Lösung verwendet werden.

## Geschichte
Der Leipziger Mediziner Samuel Theodor Quellmalz (1696–1758) beschrieb im 18. Jahrhundert als Ursache für die „Augen-Eiterung der Neugeborenen“ einen „eitrigen Scheidenfluß der Mutter (bzw. die ursprüngliche Gonorrhoe des Vaters)“. Durch die Einführung der Credé-Prophylaxe im Jahre 1881 durch den deutschen Gynäkologen Carl Siegmund Franz Credé (1819–1892) konnte die Neuerkrankungsrate (Inzidenz) an der potentiell zur Erblindung führenden Gonoblennorrhoe (eine eitrige Bindehautentzündung bei Neugeborenen) stark gesenkt werden. Die Entzündung wird von der Mutter bei der Geburt übertragen, falls sie mit Gonorrhoe infiziert ist.
In Deutschland war diese Prophylaxe bis 1986 als Teil der Vorsorgeuntersuchung U1 gesetzlich vorgeschrieben, danach nur noch empfohlen. Wegen der durch die Silbernitratlösung ausgelösten unerwünschten Nebenwirkungen wie Augenbrennen und Rötung, vor allem aber auch wegen der nur noch äußerst selten auftretenden Gonoblennorrhoe, wurde diese Form der Prophylaxe in den letzten Jahren zunehmend weniger durchgeführt und durch verträglichere Alternativen ersetzt, teils auch weggelassen. Augenärzte fordern gleichwohl auch heute noch wegen ihrer hohen Wirksamkeit eine Durchführung dieser Maßnahme, zu der die Eltern ihr Einverständnis erklären müssen.